# Kornél Havasi
Kornél Havasi (Budapest, 10 de enero de 1892 - Austria, 15 de enero de 1945) fue un jugador de ajedrez húngaro. Llegó a estar en el lugar 24.º del mundo.

## Biografía
En 1911 ganó el torneo de Budapest, en 1912 fue 9.º en el Campeonato de Hungría en Temesvár (el campeón fue Gyula Breyer), en 1917 empató en los puestos 4.º-5.º en Budapest (campeón: Breyer). En 1918 fue 4.º en Budapest (campeones: Zoltán von Baila y Richard Réti); empató en los puestos 9.º-11.º en Kaschau (Košice) (campeón: Réti); en 1920 empató el primer-segundo lugar con Szávay en Budapest, en 1921 fue 6.º en Gyula (campeón: Borislav Kostić).
En 1922 Havasi fue Campeón de Hungría en Budapest. En 1923 fue 3.º en Budapest, y empató en los lugares 6.º-7.º en Gyula (campeón: Gruber), y en 1924 fue 10.º en el Campeonato de Hungría de Győr (campeón: Géza Nagy).
En 1925 empató en los puestos 6.º a 10.º en el Maróczy Jubiläumturnier de Debrecen, (el campeón fue Hans Kmoch); en 1926 empató en los puestos 3.º-4.º en Budapest (campeón: Endre Steiner). En la Olimpiada no oficial de 1926, Hungría alcanzó la medalla de oro, y Steiner empató en los puestos 12.º a 14.º en el torneo individual 1st FIDE Masters celebrado simultáneamente (los campeones ex aequo fueron Ernst Grunfeld y Mario Monticelli). En 1928 empató en los puestos 2.º-4 º en el campeonato húngaro en Budapest (campeón: Árpád Vajda), y empató en los puestos 7.º-8.º en el torneo de Budapest (campeón: José Raúl Capablanca). En 1929 ganó en Mezökövesd (Cuadrangular).
En 1931 empató en los puestos 4.º-5.º en el campeonato húngaro en Budapest (campeón: Lajos Steiner), en 1934 fue 4.º en Sopron (campeón: Rudolf Spielmann); empató a los puestos 5.º-6.º en Budapest (Maróczy Jubilee, campeón: Erich Eliskases) , y empató en los lugares 12.º-14.º en Budapest (Újpest) (campeón: Andor Lilienthal). En 1935 empató en los puestos 5.º a 6.º en Tatatovaros (campeón: László Szabó). En 1936 empató en los puestos 5.º-7.º en el Campeonato de Hungría en Budapest (campeones: L. Steiner y Mieczyslaw Najdorf). En 1938 empató en los puestos 3.º-4.º en Milán (campeones: Eliskases y Monticelli). En 1939 empató en los puestos 4.º-6.º en el Memorial Dori en Budapest, (campeones: Baila y Szabó).
Kornél Havasi murió en 1945 en Bruck/Leith (Austria), donde era prisionero de los nazis haciendo trabajos forzados.

## Olimpiadas de ajedrez
Ganó en total seis medallas por equipos (tres de oro: 1927, 1928, 1936, y tres de plata: 1924, 1930, 1937), y una medalla individual, de plata, en 1935. Precisamente en la Olimpiada de Varsovia de 1935, Havasi hizo la mejor actuación de su carrera (Elo: 2603)
En la Olimpiada no oficial de 1924, Hungría alcanzó la medalla de plata en la clasificación por equipos, y en el apartado individual, Havasi fue 9.º en la final del Campeonato del Mundo Amateur (el campeón fue Hermanis Matisons). En la Olimpiada no oficial de 1926, Hungría se alzó con la medalla de oro, y Havasi empató en los puestos 12.º a 14.º en el torneo individual 1st FIDE Masters celebrado simultáneamente (los campeones ex aequo fueron Ernst Grunfeld y Mario Monticelli).
| Año  | Olimpíada                | Ciudad     | Tablero | Ganadas | Perdidas | Tablas |
| ---- | ------------------------ | ---------- | ------- | ------- | -------- | ------ |
| 1924 | I Olimpiada no oficial   | París      | 4t      | 6       | 5        | 0      |
| 1927 | I Olimpiada              | Londres    | 4t      | 4       | 1        | 3      |
| 1928 | II Olimpiada             | La Haya    | 4t      | 6       | 1        | 9      |
| 1930 | III Olimpiada            | Hamburgo   | 4t      | 10      | 0        | 4      |
| 1931 | IV Olimpiada             | Praga      | 4t      | 7       | 4        | 3      |
| 1933 | V Olimpíada              | Folkestone | 4t      | 5       | 1        | 6      |
| 1935 | VI Olimpíada             | Varsovia   | 3r      | 5       | 0        | 6      |
| 1936 | III Olimpiada no oficial | Múnich     | 4t      | 4       | 0        | 12     |
| 1937 | VII Olimpiada            | Estocolmo  | 4t      | 6       | 4        | 5      |